# Rebecca Goldstein
Pour les articles homonymes, voir Goldstein.
Rebecca Newberger Goldstein est une écrivaine et philosophe américaine récompensée par la Médaille nationale des sciences humaines et le Prix Richard Dawkins en 2014, humaniste américaine de l'année en 2011.

## Biographie
Rebecca est née le 23 février 1950 à White Plains Etat de New York. Elle est titulaire d'un doctorat en philosophie de l'Université de Princeton et d'un baccalauréat du Barnard College.

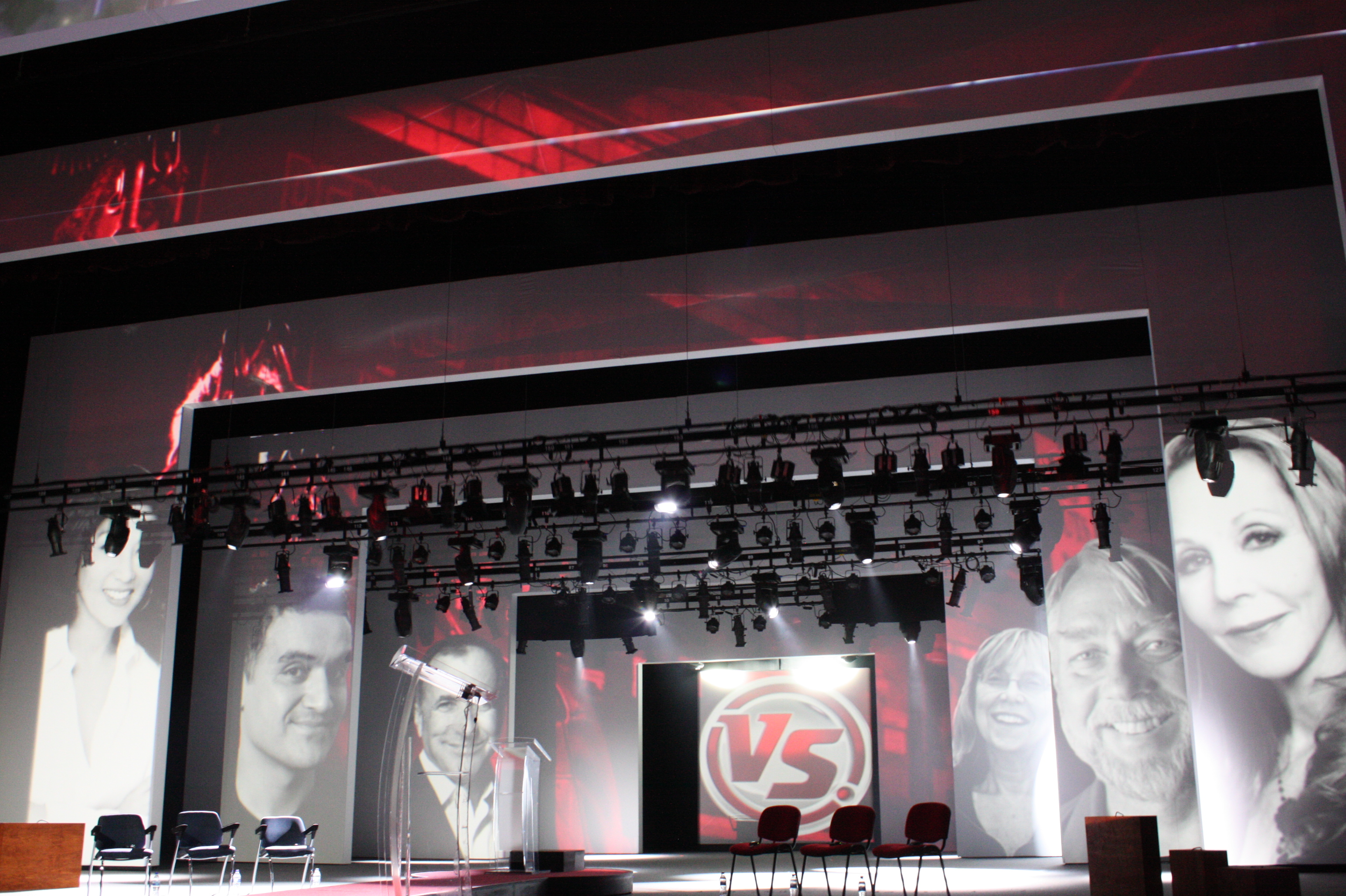
En 2014 à la Université Loyola de Chicago pour le Counterpoint Debate Institute! avec Amy Chua, Carl Honoré, Michael Shermer, Esther Wojcicki et Roy Baumeister sur l'estime de soi.

## Œuvre
- 2014 : Plato at the Googleplex: Why Philosophy Won't Go Away.
- 2006 : Betraying Spinoza: The Renegade Jew Who Gave Us Modernity.
- 2005 : Incompleteness: The Proof and Paradox of Kurt Gödel.